# Padre Pío TV
Padre Pío TV, anteriormente llamado Tele Radio Padre Pío, es un canal de televisión católico italiano propiedad de los Frailes Menores Capuchinos de San Giovanni Rotondo, una ciudad en la provincia de Foggia, Italia, lugar donde vivió y murió el famoso santo estigmatizado Padre Pío de Pietrelcina (a quien está dedicado el propio canal).

## Difusión
Padre Pío TV emite a través del servicio de televisión digital terrestre en todo el territorio nacional de Italia en el canal 145, y también emite a través del servicio de televisión por satélite en señal abierta mediante el satélite Eutelsat Hotbird 13F a 13,0° Este, en la frecuencia de 11,662 MHz, Transponder 158, DVB-S2 8PSK, Polo vertical, 27.500 Ms/s, 2/3, SID 16952, bajo el nombre Padre Pío TV, sin codificar y de forma totalmente gratuita. También transmite en sistema de radiodifusión en la provincia de Foggia.
Desde el 13 de octubre de 2009, sus transmisiones también están disponibles a través de una aplicación móvil, además de estar disponibles en línea a través del sitio web de la estación de televisión.

## Estructura
Padre Pío TV cuenta con un canal de televisión y una emisora de radio.

## Programación de TV
- Oración de Laudes
- Oración del Ángelus recitada por el Padre Pío
- Reflexiónes para tener un buen día
- Santa Misa
- Meteorología
- Santo Rosario con el Padre Pío
- El Padre Pío en mi vida
- Noticias del Vaticano
- Transmisiones desde la cripta del Padre Pío
- Rezo de la Coronilla de Nuestra Señora de las Lágrimas
- Rezo de la Coronilla de la Divina Misericordia
- Reflexiones bíblicas
- Santo Rosario con las Hermanas Franciscanas de la Inmaculada
- Oración de Vísperas
- La bendición del Padre Pío
- Oración de Completas